# Segunda División de Andorra 2015-16
La Segunda División de Andorra 2015-16, conocida por Lliga Biosphere, por motivos de patrocinio, fue la 17.ª edición de la Segunda División de Andorra. La temporada comenzó el 13 de septiembre de 2015 y finalizó el 8 de mayo de 2016.

## Datos de los equipos
| Equipo                  | Presidente                     | Entrenador                       | Kitmaker      | Kit patrocinador                    |
| ----------------------- | ------------------------------ | -------------------------------- | ------------- | ----------------------------------- |
| Atlètic Club d'Escaldes |                                | Luis Carlos Gonçalves Ventura    | Joma          | M-Perruquers                        |
| CE Carroi               | Miquel Àngel Garcia Val        | Xavier Canal Boga                | Pentex        | Nova Constructora Grup              |
| CE Jenlai               | Juan Alberto Párraga Colmenero | Hugo Gregorio Roldán Surichaqui  | Joma/Kelme    | ReformArt                           |
| CF Atlètic Amèrica      | Lorenzo Castillo Silva         | Teodoro Julio Olortegui Guerrero | Kelme         |                                     |
| FC Encamp B             | Lluís Goñi Espinal             | Albert Jansà Girona              | Kelme         | Inmobiliaria Gran Valira            |
| FC Lusitanos B          | Antonio Da Silva Cerqueira     | Jorge Diogo Marques Festa Simoes | Peba/Armatura | Les Barques                         |
| FC Ordino B             | David Urrea Ribera             | -                                | Macron/Nike   | Assengurances Generals S.A / Ordino |
| FC Santa Coloma B       | Xavier Torne de Celis          | Albert Ribera Contreras          | Joma          | Don Denis                           |
| FS La Massana           | Sergio Canicoba Abollo         | Luis Blanco Torrado              | Joma          |                                     |
| FC Pas de la Casa       |                                | José António Combra Araújo       | Luanvi        |                                     |
| Inter Club d'Escaldes   | Antonio Colaço Da Silva        | Alexandre Somoza Lozada          | Pony          |                                     |
| FC Rànger's             | Héctor Varela Castro           | Héctor Varela Castro             | Joma          |                                     |
| UE Extremenya           | Alfonso Martin                 | Carlos Sanchez Estella           | Joma          |                                     |
| UE Santa Coloma B       | Joan Antoni Antón Álvarez      | Lluis Miquel Aloy Tarrason       | Luanvi        | Seguretat Sepir                     |

## Sistema de disputa
Esta temporada, la liga constó de catorce equipos. Los equipos jugaron entre sí en dos rondas para un total de 26 partidos cada uno. El campeón de la liga ascendió a la Primera División de la próxima temporada. El equipo ubicado en el segundo puesto jugó una promoción a doble partido contra el tercer equipo ubicado en la clasificación final de la Ronda por la permanencia de primera división. Los cinco equipos filiales no pueden promoverse.

## Fase regular
| Pos. | Equipo                  | Pts. | PJ | G  | E | P  | GF  | GC  | Dif. | Promoción o calificación            |
| ---- | ----------------------- | ---- | -- | -- | - | -- | --- | --- | ---- | ----------------------------------- |
| 1    | CE Jenlai (C)           | 64   | 23 | 21 | 1 | 1  | 111 | 15  | +96  | Ascendido a Primera División        |
| 2    | CE Carroi               | 58   | 23 | 19 | 1 | 3  | 73  | 23  | +50  | Calificado al Play-off de promoción |
| 3    | Atlètic Club d'Escaldes | 56   | 23 | 18 | 2 | 3  | 59  | 13  | +46  |                                     |
| 4    | UE Extremenya           | 52   | 23 | 17 | 1 | 5  | 85  | 26  | +59  |                                     |
| 5    | Inter Club d'Escaldes   | 43   | 23 | 13 | 4 | 6  | 71  | 28  | +43  |                                     |
| 6    | Encamp B                | 32   | 23 | 9  | 5 | 9  | 44  | 42  | +2   |                                     |
| 7    | CF Atlètic Amèrica      | 26   | 23 | 8  | 2 | 13 | 52  | 57  | −5   |                                     |
| 8    | FS La Massana           | 24   | 23 | 7  | 3 | 13 | 48  | 58  | −10  |                                     |
| 9    | FC Santa Coloma B       | 22   | 23 | 6  | 4 | 13 | 44  | 58  | −14  |                                     |
| 10   | UE Santa Coloma B       | 22   | 23 | 6  | 4 | 13 | 40  | 74  | −34  |                                     |
| 11   | FC Rànger's             | 12   | 23 | 4  | 0 | 19 | 35  | 98  | −63  |                                     |
| 12   | FC Lusitanos B          | 0    | 23 | 0  | 0 | 23 | 10  | 129 | −119 |                                     |
| 13   | FC Ordino B (E)         | 7    | 12 | 2  | 1 | 9  | 14  | 65  | −51  | Retirado de la competición          |
| 14   | FC Pas de la Casa (E)   | 0    | 0  | 0  | 0 | 0  | 0   | 0   | 0    | Retirado de la competición          |

 Fuente: FAF soccerway.com

## Play-off de promoción
El tercer equipo ubicado en la clasificación final de la Ronda por la permanencia de Primera División, Encamp, debió disputar una serie a doble partido, uno como visitante y otro como local, ante Carroi, subcampeón de la Segunda División. El ganador de la eliminatoria participó de la siguiente temporada de la Primera Divisió.
El partido de ida, disputado el 15 de mayo, finalizó con un empate por 0-0. Sin embargo, Encamp presentó un recurso al Comité de Competición alegando que su rival había alineado indebidamente a los futbolistas José María Ramírez y César Daniel González. Tal documentación fue respondida el 20 de mayo con la suspensión definitiva de la serie de promoción, otorgándole la victoria definitiva de la misma a Encamp y modificando el resultado original del primer encuentro por un 0-3.
| Carroi                                                               | 0 - 3 | Encamp | Campo de Deportes de Aixovall | 15 de mayo | 12:00 |
| Encamp                                                               | w.o.  | Carroi |                               |            |       |
| Encamp mantuvo la categoría luego de que Carroi fuera descalificado. |       |        |                               |            |       |

| 1. 2. |

## Goleadores
| Pos | Jugador                       | Equipo                  | Goles  |
| 1   | Diego Marinho                 | CE Jenlai               | 41 (5) |
| 2   | Manuel Vicente Lopez Vila     | UE Extremenya           | 33 (1) |
| 3   | Zacharie Moussa Ngbeweng      | Atlètic Club d'Escaldes | 18 (4) |
| 4   | Carles Valls Balletbo         | CE Jenlai               | 18 (1) |
| 5   | Cesar Daniel Gonzalez Guevara | CE Carroi               | 16     |